# Штраба

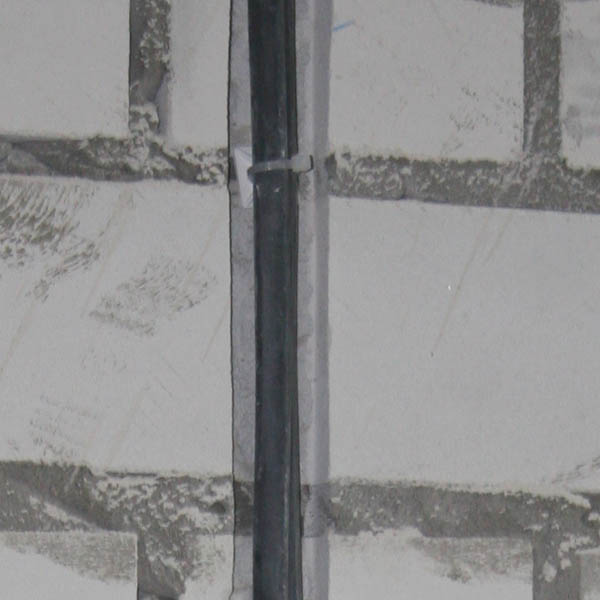
Штраба в кладке из газобетона с закреплённым в ней электрическим кабелем

Штраба́ (широко распространён также вариант штроба́) — искусственно созданная инструментом канавка в существующей конструкции из бетона, кирпича или штукатурном слое для прокладки, проводки коммуникаций (электропроводка, трубопроводы), которую обычно впоследствии предполагается заделать. Термин «штраба» исторически широко используется при разработке проектной и рабочей документации строительных объектов и в нормативной литературе по строительству. В правилах устройства электроустановок (ПУЭ) для прокладки электрических кабелей и проводов применяется также термин «борозда». 
В отличие от термина «штраба», термин «борозда» может обозначать канавку, которая была выполнена при возведении конструкции (без прорезания отверстий в готовой конструкции). Термин «борозда» в строительстве может использоваться как замена термину «штраба» при указании, что «борозда» устраивается искусственным путём в существующей конструкции.
Свод правил по проектированию и строительству СП 31-110-2003 оперирует термином «штраба», отделяя его от термина «борозда»:
14.9 Распределительные сети следует выполнять сменяемыми: открыто — проводами в пластмассовых трубах и коробах, а также кабелями. В технических подпольях и этажах, помещениях инженерных служб, технических коридорах, подвалах и подпольях допускается прокладка на лотках в соответствии с требованиями ГОСТ Р 50571.15; скрыто — в специальных каналах и пустотах строительных конструкций, в бороздах, штрабах, в слое подготовки пола кабелем или изолированными проводами в защитной оболочке.
ГОСТ 21.201-2011 предусматривает условные обозначения для борозд.
Бывает разной глубины и размеров. Выполняется зубилом, скарпелём, перфоратором или штраборезом. Также возможно использование угловой шлифовальной машинки для предварительного прорезывания бетона или кирпича по краям штрабы с последующим выдалбливанием с помощью перфоратора или зубила.
В сметном деле устройство штрабы называется «пробивка борозд в бетонных (кирпичных и др.) конструкциях».
Создание борозд в плитах перекрытия, а также горизонтальных борозд в стенах панельных домов (иногда не все стены панельных домов являются несущими) запрещено, так как это снижает несущую способность конструкций дома и может привести к обрушению. Устройство борозд в монолитных домах разрешается на глубину не более глубины залегания арматуры по той же причине.

## Законодательство

### Москва
11. При производстве работ по переустройству и (или) перепланировке жилых и нежилых помещений в многоквартирных домах и жилых домах не допускается:
...
11.11. Устройство штраб в горизонтальных швах и под внутренними стеновыми панелями, а также в стеновых панелях и плитах перекрытий под размещение электропроводки, разводки трубопроводов (в многоквартирных домах типовых серий).
Постановление Правительства Москвы от 25.10.2011 № 508-ПП «Об организации переустройства и (или) перепланировки жилых и нежилых помещений в многоквартирных домах»